# Botrydiaceae
A Botrydiaceae a sárgászöld moszatok (Xanthophyceae) egy családja. Az AlgaeBase szerint 2025-ben 13 ismert faja volt 2 nemzetségben. A Botrydiaceae ugyane rendszertan szerint a Botrydiales egyetlen ismert családja, míg Adl  et al. 2019-es rendszertana szerint a Tribonematales része.

## Történet
1903-ban Charles E. Bessey a Chytridiaceae közeli rokonának feltételezte, a Siphoneae rendbe sorolta, és holofitonként (zöld példányokkal) jellemezte.
Fritch 1935-ös és Prescott 1969-es rendszertana a Xanthophyceae Heterosiphonales rendjébe, Bold és Wynne 1978-as rendszertana a Vaucherialesbe, Lee 2008-as rendszertana a Botrydialesbe sorolta.:276
Csapenko 1990-ben írta le szinonimájaként a Hydrogastraceae nevet.:9
Az rbcL és psaA gének Malstro  et al. által végzett 2007-es összehasonlítása alapján a Botrydiales és a Tribonematales rendek és a Botrydiaceae, Centritractaceae és Tribonemataceae családok, valamint a Xanthonema és Bumilleriopsis nemzetségek polifiletikusnak bizonyultak. Adl  et al. 2019-es rendszertanában a Tribonematales Pascher 1939 rendbe sorolta nemzetségeit.

## Genetika
Nincs teljesen szekvenált faja, de a B. granulatum 18S rDNS-e és plasztiszának atpB génje egy részét Graf  et al. és Yang  et al. szekvenálták, ezenkívül egy meg nem nevezett faj psbA génjének egy részét, rbcL génjének egészét és rbcS génjének egy részét tartalmazó szakasz is ismert.

## Biokémia
Pigmentjei a flavoxantin és a β-karotin, szterolja a szitoszterol. Nem termel izofukoxantint.
Fő szteroljai a koleszterin és a 24β-etilkoleszterin, emellett kis mennyiségben cikloartenol és 24-metiléncikloartanol is megtalálható benne.

## Morfológia
Fonalas, kokkoid és kapszulaszerű formái egyaránt vannak, idősebb példányai parenchimásak vagy többmagvúak lehetnek. Sejtfala H alakú átfedő részekből vagy teljes. Nincsenek összetett szaporítószervei. Hajtása gömbölyű, többmagvú, gyökerei színtelenek.:261 Hajtásában gömbölyű vezikulumok kapcsolódnak 
A Botrydium könnyen összetéveszthető a Protosiphonnal, mert mindkettő száradó sáron él.:276
Zoospórái kétostorúak.

## Életciklus
Hoek  et al. 2009-ben izogám vagy anizogám ivaros szaporodást írt le a kládban.:262